# Адамс, Бенджамин
Бенджамин «Бен» Уиллард Адамс (англ. Benjamin "Ben" Willard Adams, 31 марта 1890 — 15 марта 1961) — американский легкоатлет, призёр Олимпийских игр.
Бен Адамс родился в 1890 году в Ньюарке (округ Эссекс штата Нью-Джерси). В 1912 году на Олимпийских играх в Стокгольме он завоевал серебряную медаль в прыжках в высоту с места, и бронзовую — в прыжках в длину с места, уступив в обоих случаях своему старшему брату Плэтту; также он принял участие в показательных соревнованиях по бейсболу.